# Tamagoyaki
Tamagoyaki (卵焼き ou 玉子焼き, literalmente "ovo grelhado", também denominado tamago ou dashimaki) é um tipo de omelete japonesa, composta por ovos fritos em diferentes camadas e depois enrolados. São normalmente preparados numa frigideira específica, conhecida como makiyakinabe.

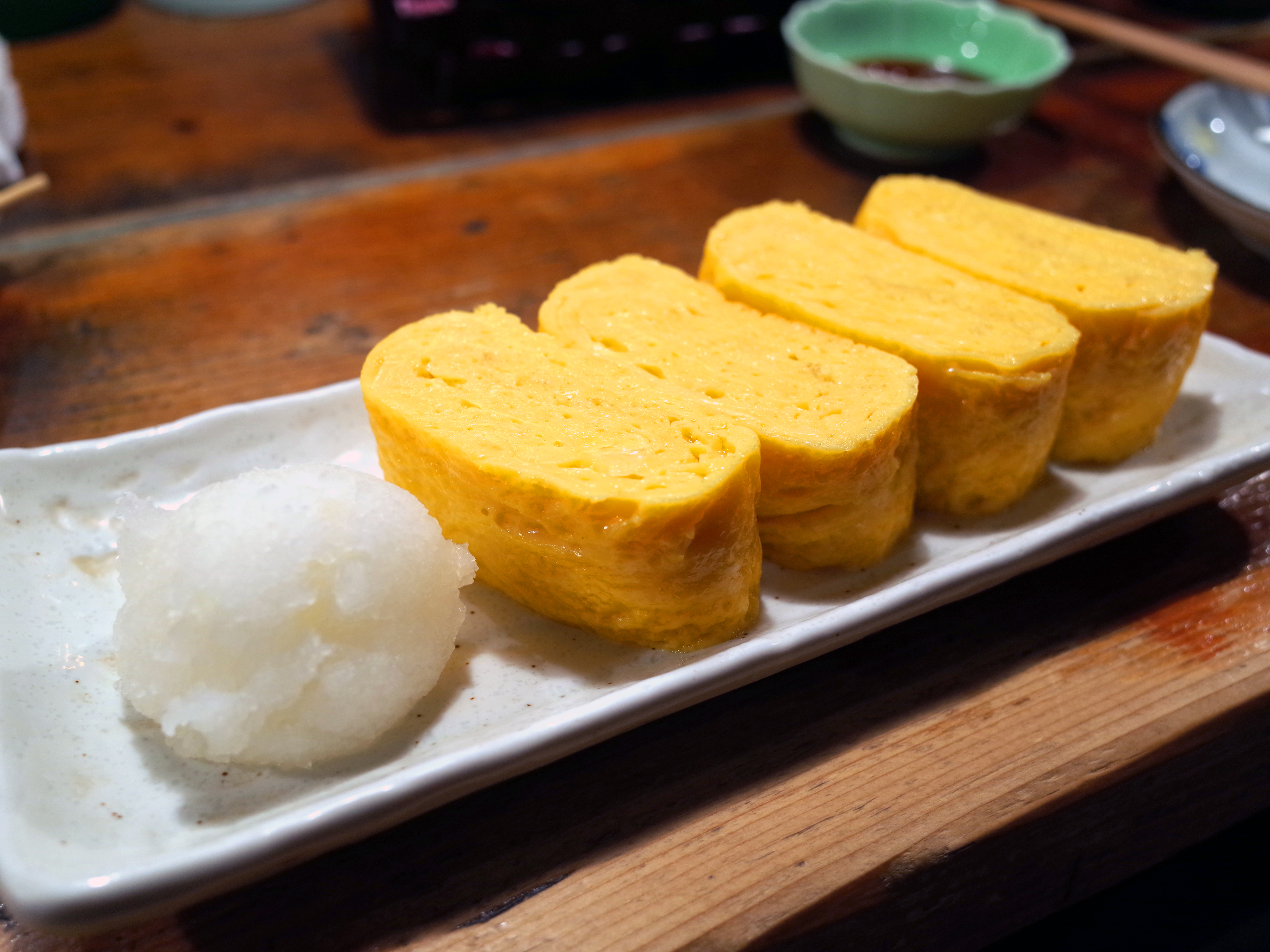
Tamagoyaki.

Há vários tipos de tamago, que é feito combinando ovos, vinagre de arroz e às vezes açúcar ou molho de soja. Adicionalmente, o saquê é usado em algumas receitas. Uma versão alternativa inclui um misto de purê de camarão, inhame chinês ralado, saquê e ovo, transformando-se num bolo com composição cremosa.
Ao redor do mundo, o tamagoyaki é servido no formato de nigiri, também compondo vários tipos de rolos de sushi.  No Japão pode ser servido como desjejum e outras preparações.